# Hugonia reticulata
Hugonia reticulata är en linväxtart som beskrevs av Adolf Engler. Hugonia reticulata ingår i släktet Hugonia och familjen linväxter. Inga underarter finns listade i Catalogue of Life.